# Grace Clements

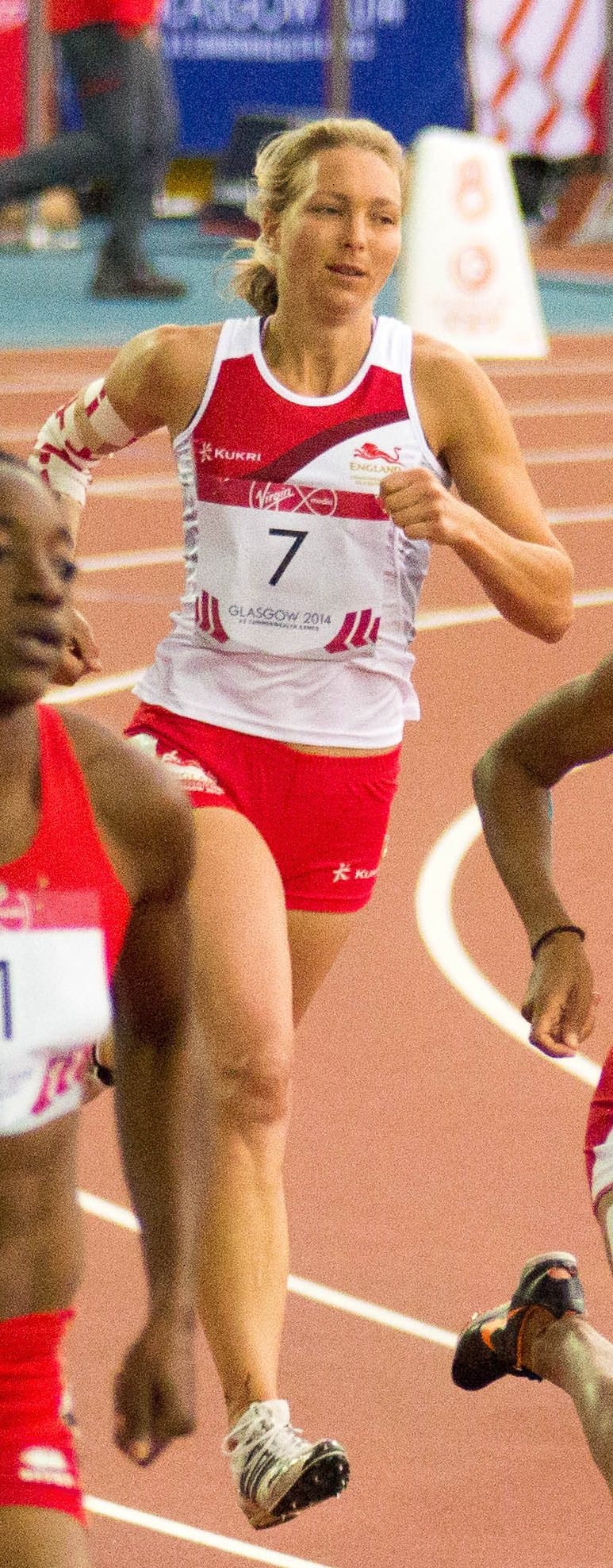
Grace Clements (2014)

Grace Clements (* 2. Mai 1984) ist eine britische Siebenkämpferin.
Bei den Commonwealth Games gewann sie für England startend 2010 in Neu-Delhi Bronze und wurde 2014 in Glasgow Siebte.
2010 wurde sie Englische Hallenmeisterin im Fünfkampf.

## Persönliche Bestleistungen
- Siebenkampf: 5819 Punkte, 9. Oktober 2010, Neu-Delhi
- Fünfkampf (Halle): 4237 Punkte, 3. Februar 2008, Sheffield